# Laigny
Laigny est une commune française située dans le département de l'Aisne, en région Hauts-de-France.

## Géographie

### Description

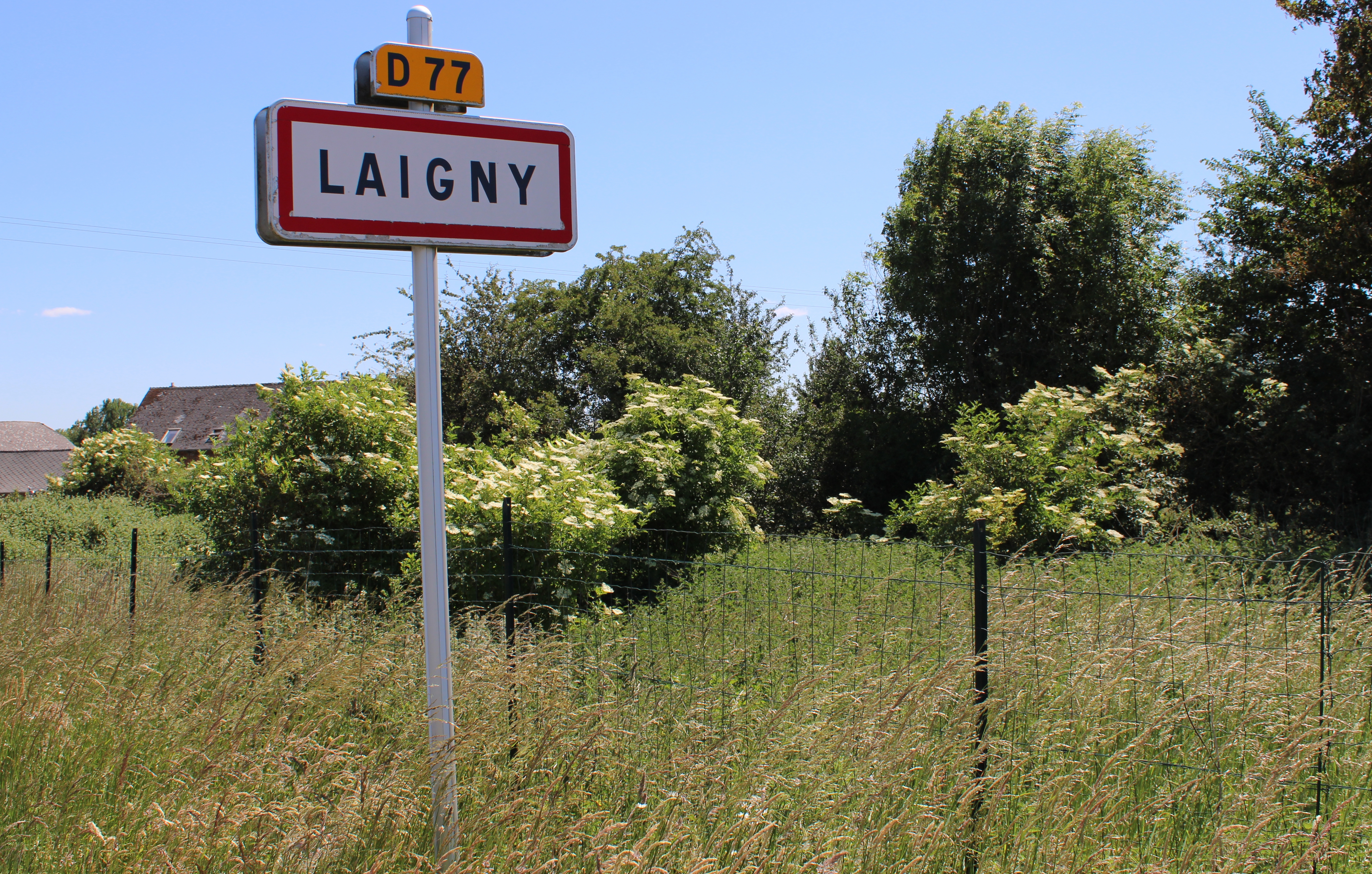
Entrée du village.

Le village de Laigny est construit sur un des deux coteaux séparés par une étroite vallée traversée par une rivière appelée Le Beaurepaire comme à Voulpaix. Le territoire de la commune est composé essentiellement de champs de blé, de betterave, de maïs et de bocage. Il inclut deux hameaux  « Bois de Laigny » et « Beaurepaire », lieu-dit où prend sa source la rivière de même nom, le Beaurepaire. De plus, la commune a des écarts : la Ferme du Bas Goulet, Maltara, la Maison des Trois Cours, le Bout du bois de Laigny, la Ferme de la Cense-Lapelle.

### Communes limitrophes
Voisin de Voulpaix (au sud-ouest), le village est situé entre Haution (à l'ouest) et Fontaine-lès-Vervins (à l'est) ainsi qu'Autreppes (nord-ouest). Le village a aussi Sorbais et Étréaupont pour communes voisines.

### Hydrographie
La commune est située dans le bassin Seine-Normandie. Elle est drainée par le cours d'eau 01 de la commune de Laigny, le cours d'eau 06 de la commune de Haution, le fossé 02 de la commune de Laigny, le ruisseau de Beaurepaire et un autre petit cours d'eau,.

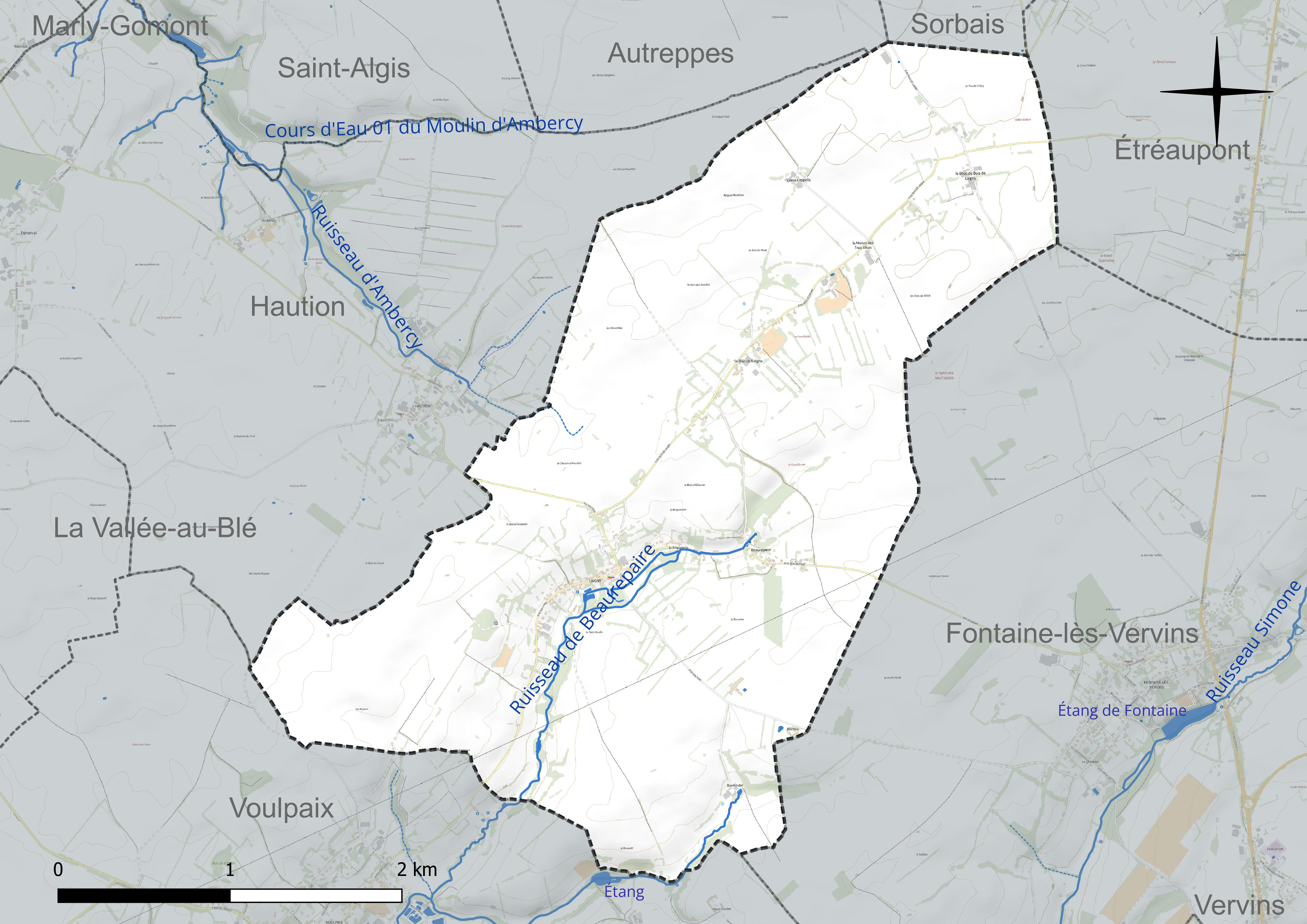
Réseau hydrographique de Laigny.

### Climat
Pour des articles plus généraux, voir Climat des Hauts-de-France et Climat de l'Aisne.
En 2010, le climat de la commune est de type climat des marges montargnardes, selon une étude du CNRS s'appuyant sur une série de données couvrant la période 1971-2000. En 2020, Météo-France publie une typologie des climats de la France métropolitaine dans laquelle la commune est exposée à un climat océanique altéré et est dans la région climatique Nord-est du bassin Parisien, caractérisée par un ensoleillement médiocre, une pluviométrie moyenne régulièrement répartie au cours de l'année et un hiver froid (3 °C).
Pour la période 1971-2000, la température annuelle moyenne est de 9,6 °C, avec une amplitude thermique annuelle de 15,2 °C. Le cumul annuel moyen de précipitations est de 877 mm, avec 13 jours de précipitations en janvier et 9,8 jours en juillet. Pour la période 1991-2020, la température moyenne annuelle observée sur la station météorologique la plus proche, située sur la commune de Fontaine-lès-Vervins à 4 km à vol d'oiseau, est de 10,5 °C et le cumul annuel moyen de précipitations est de 826,3 mm,. Pour l'avenir, les paramètres climatiques de la commune estimés pour 2050 selon différents scénarios d'émission de gaz à effet de serre sont consultables sur un site dédié publié par Météo-France en novembre 2022.

## Urbanisme

### Typologie
Au 1er janvier 2024, Laigny est catégorisée commune rurale à habitat très dispersé, selon la nouvelle grille communale de densité à 7 niveaux définie par l'Insee en 2022.
Elle est située hors unité urbaine. Par ailleurs la commune fait partie de l'aire d'attraction de Vervins, dont elle est une commune de la couronne,. Cette aire, qui regroupe 21 communes, est catégorisée dans les aires de moins de 50 000 habitants,.

### Occupation des sols
L'occupation des sols de la commune, telle qu'elle ressort de la base de données européenne d'occupation biophysique des sols Corine Land Cover (CLC), est marquée par l'importance des territoires agricoles (95,6 % en 2018), une proportion identique à celle de 1990 (95,6 %). La répartition détaillée en 2018 est la suivante : 
terres arables (54,3 %), prairies (41,3 %), zones urbanisées (4,4 %).
L'évolution de l'occupation des sols de la commune et de ses infrastructures peut être observée sur les différentes représentations cartographiques du territoire : la carte de Cassini (XVIIIe siècle), la carte d'état-major (1820-1866) et les cartes ou photos aériennes de l'IGN pour la période actuelle (1950 à aujourd'hui).

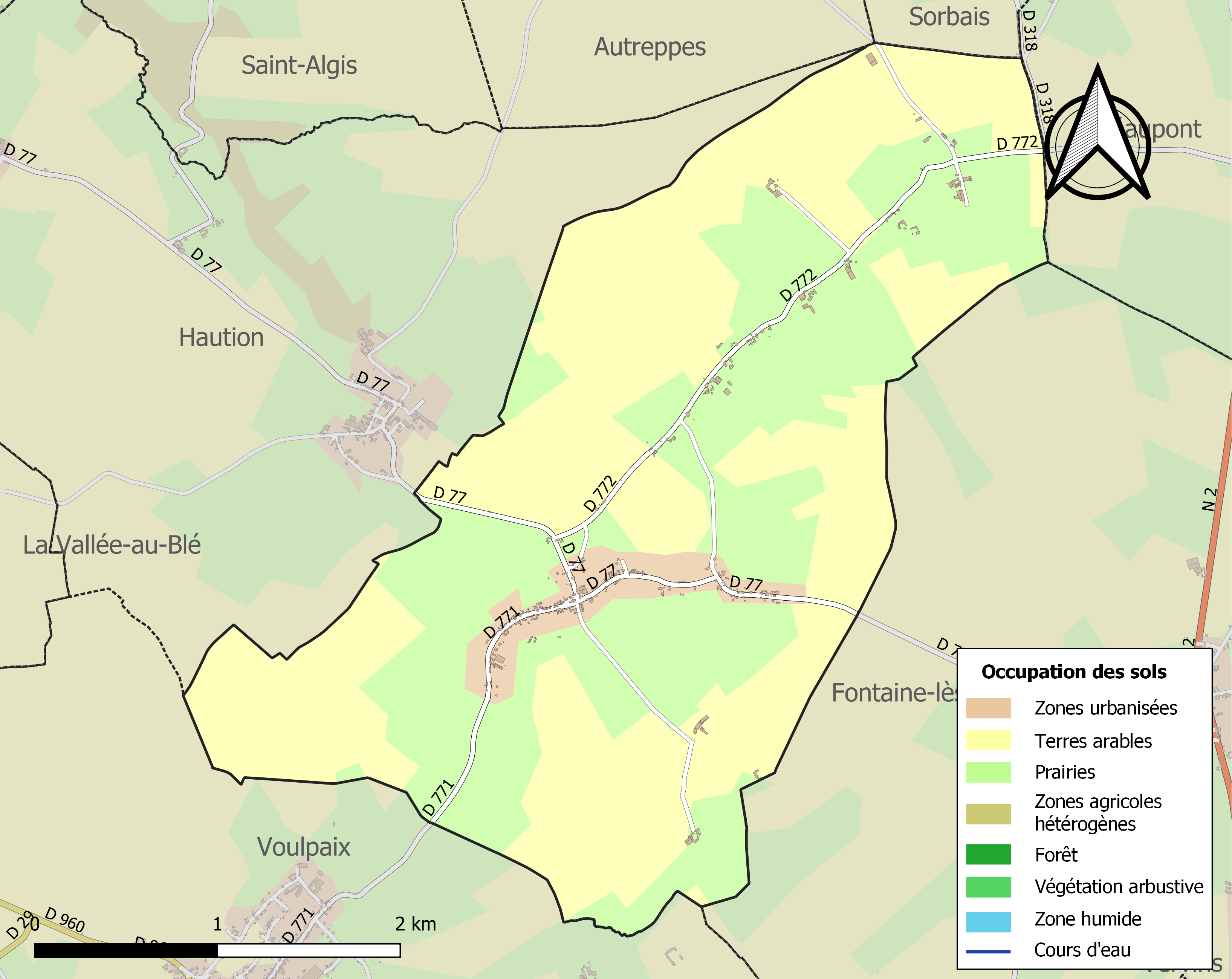
Carte de l'occupation des sols de la commune en 2018 (CLC).

## Toponymie
Laigny s'est écrit Laignies en 1236, Latignies en 1247, Laingniis, Lasgny, Laigniis et Beaurepaire en 1568, Lagny sur la carte de Cassini vers 1750.

## Histoire
|  |  |  |

Il existait à Laigny un château, propriété des d'Anglebelmer qui furent longtemps seigneurs de Laigny, dont il ne reste aujourd'hui que les vestiges des écuries qui abritent maintenant la mairie comme l'indique une plaque apposée sur celle-ci. En 1703, Armand-Charles d'Anglebermer, seigneur de Laigny, et Philippe-Auguste d'Anglebermer, seigneur de Beaurepaire, demeuraient dans leur maison seigneuriale de Laigny.

Ce château était situé en dessous de l'église près du ruisseau appelé "Rû de Laigny" (voir la description du château).
Fortifications des églises 

Au XVIe siècle, lors des affrontements entre François 1er et Charles Quint, et lors de la Guerre franco-espagnole de 1635 à 1659, les villages de la Thiérache furent constamment ravagés aussi bien par les troupes françaises qu'étrangères. C'est à cette époque que la plupart des villages de Thiérache, comme Laigny, fortifient leurs églises pour permettre aux habitants de s'y réfugier an cas d'attaque. Le clocher ou la nef, faits de hauts murs de briques et surmontés d'un étage, sont flanqués de tours percées de meurtrières. En cas d'attaque de bandes de pillards, les habitants du village s'y réfugiaient avec des provisions pour tenir un siège de plusieurs jours.
Carte de Cassini

La carte de Cassini montre qu'au XVIIIe siècle, Laigny (écrit "Lagny") est une paroisse située sur la rive droite du "Ruisseau de Beaurepaire". Ce ruisseau de 10 km de longueur qui va se jeter dans le Vilpion à Saint-Gobert doit son nom au hameau de Beaurepaire qui existait il y a fort longtemps puisque son nom est attesté en 872 sous l'appellation de "Bospatium, in pago Laudinensi" puis "Bellus redditus, Biiaurepaire au XIIIe siècle Belrepaire, Biaurepaire, Beaurepere en 1618".
Un moulin, représenté par une roue dentée,  est situé sur la rivière le Beaurepaire. Sur le plan cadastral de 1813, ce sont trois moulins qui sont représentés dans le village mais en 1884 un seul moulin est encore en activité et les deux autres sont en ruines.
En 1884, l'instituteur M. Benard a écrit une monographie sur le village consultable sur le site des archives départementales.
Première Guerre mondiale

Le 29 août 1914, soit moins d'un mois après la déclaration de la guerre, le village est occupé par les Allemands après la défaite de l'armée française lors de la bataille de Guise. Pendant toute la guerre, Laigny restera loin du front qui se stabilisera à environ 150 km à l'ouest aux alentours de Péronne. Les habitants vivront sous le joug de l'ennemi : réquisitions de logements, de matériel, de nourriture, travaux forcés.

Ce n'est que début novembre 1918 que le village sera libéré.
Sur le monument aux morts sont écrits les noms des 14 soldats de la commune morts au Champ d'Honneur  lors de la Grande Guerre ainsi que celui d'une victime civile.

## Politique et administration

### Découpage territorial
La commune de Laigny est membre de la communauté de communes de la Thiérache du Centre, un établissement public de coopération intercommunale (EPCI) à fiscalité propre créé le 31 décembre 1992 dont le siège est à La Capelle. Ce dernier est par ailleurs membre d'autres groupements intercommunaux.
Sur le plan administratif, elle est rattachée à l'arrondissement de Vervins, au département de l'Aisne et à la région Hauts-de-France. Sur le plan électoral, elle dépend du  canton de Vervins pour l'élection des conseillers départementaux, depuis le redécoupage cantonal de 2014 entré en vigueur en 2015, et de la troisième circonscription de l'Aisne  pour les élections législatives, depuis le dernier découpage électoral de 2010.

### Administration municipale

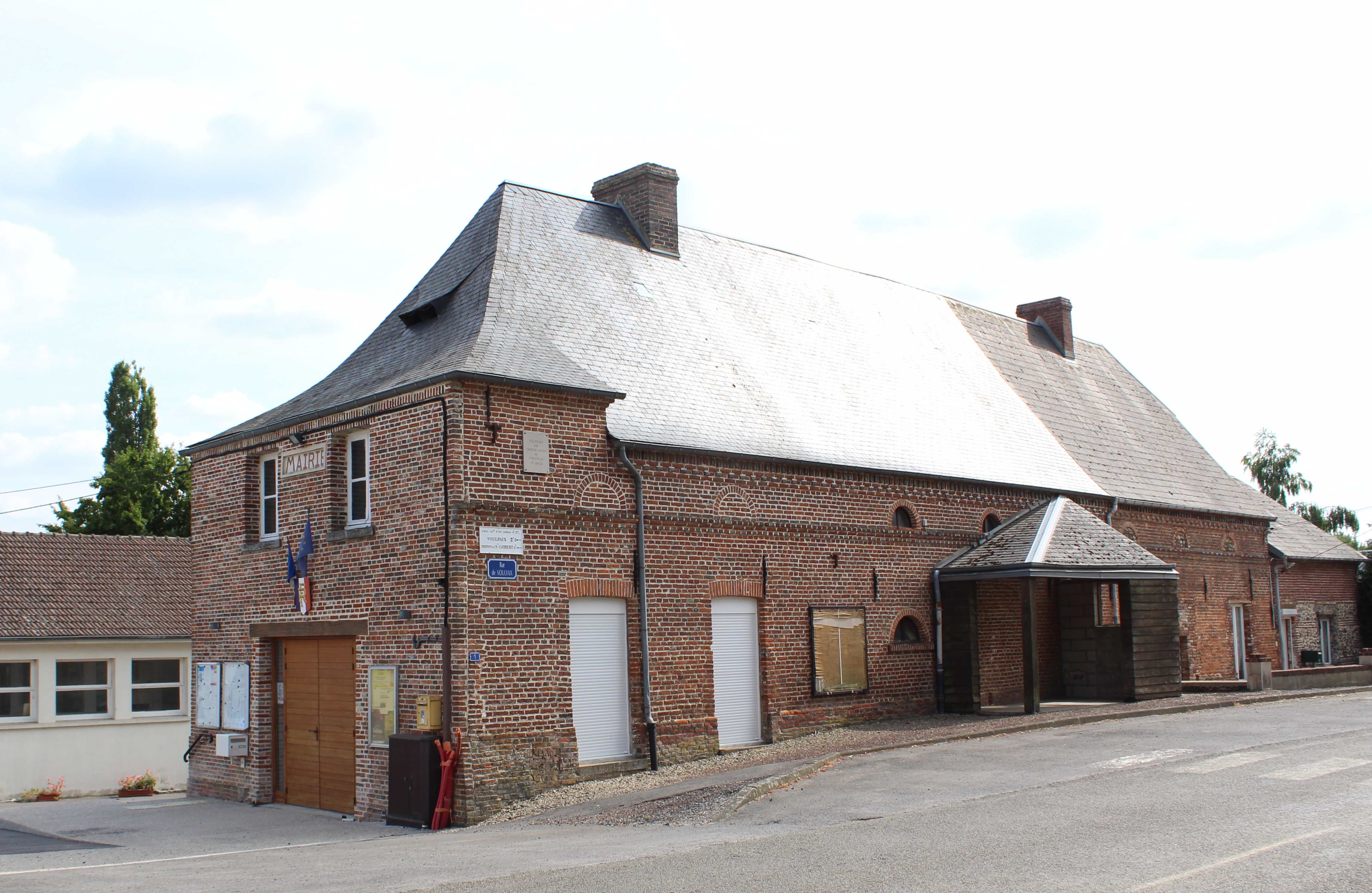
La mairie.

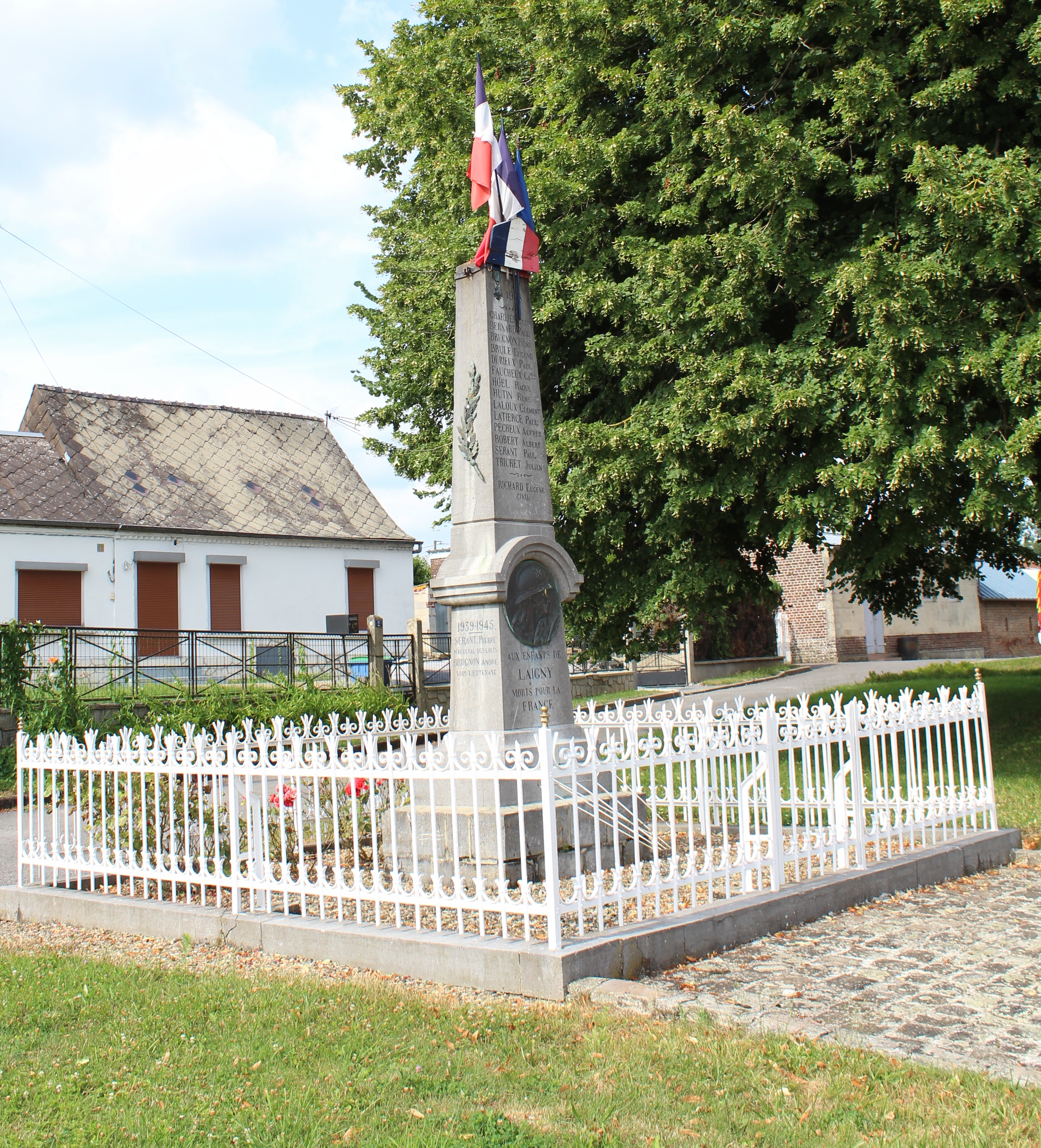
Le monument aux morts.

| Période                                  | Période                   | Identité            | Étiquette | Qualité                           |
| ---------------------------------------- | ------------------------- | ------------------- | --------- | --------------------------------- |
| Les données manquantes sont à compléter. |                           |                     |           |                                   |
| ?                                        | 1900                      | M. Dufour           |           |                                   |
| 1900                                     | 1919                      | Jean Gougelot       |           |                                   |
| 1919                                     | 1925                      | Eugène Serant       |           |                                   |
| 1925                                     | 1933                      | M. Ducloux          |           |                                   |
| 1933                                     | 1935                      | M. Dufour           |           |                                   |
| 1935                                     | 1938                      | Eugène Serant       |           |                                   |
| 1938                                     | 1939                      | Délégation spéciale |           |                                   |
| 1939                                     | 1944                      | Paul Ménesse        |           |                                   |
| 1944                                     | 1945                      | Paul Lemaire        |           | Adjoint faisant fonction de maire |
| 1945                                     | 1946                      | Henri Moularde      |           |                                   |
| 1946                                     | 1946                      | Oscar Topin         |           | Adjoint faisant fonction de maire |
| 1946                                     | 1955                      | M. Moularde         |           |                                   |
| 1955                                     | Après 1957                | Richard Hotte       |           |                                   |
| Les données manquantes sont à compléter. |                           |                     |           |                                   |
| mars 2001                                | mars 2008                 | Jean Aubert         |           |                                   |
| mars 2008                                | mars 2014                 | Yves Moularde       |           |                                   |
| mars 2014                                | mai 2020                  | Yves Gosset         | DVD       | Retraité de l'agriculture         |
| mai 2020                                 | En cours (au 23 mai 2020) | Yves Moularde       |           |                                   |

## Démographie
L'évolution du nombre d'habitants est connue à travers les recensements de la population effectués dans la commune depuis 1793. Pour les communes de moins de 10 000 habitants, une enquête de recensement portant sur toute la population est réalisée tous les cinq ans, les populations de référence des années intermédiaires étant quant à elles estimées par interpolation ou extrapolation. Pour la commune, le premier recensement exhaustif entrant dans le cadre du nouveau dispositif a été réalisé en 2004.

En 2022, la commune comptait 184 habitants, en évolution de −6,6 % par rapport à 2016 (Aisne : −1,97 %, France hors Mayotte : +2,11 %).
| 1793 | 1800 | 1806  | 1821  | 1831  | 1836  | 1841  | 1846  | 1851  |
| ---- | ---- | ----- | ----- | ----- | ----- | ----- | ----- | ----- |
| 952  | 960  | 1 069 | 1 061 | 1 282 | 1 241 | 1 135 | 1 148 | 1 145 |

| 1856  | 1861  | 1866  | 1872 | 1876 | 1881 | 1886 | 1891 | 1896 |
| ----- | ----- | ----- | ---- | ---- | ---- | ---- | ---- | ---- |
| 1 122 | 1 088 | 1 007 | 900  | 854  | 723  | 689  | 598  | 526  |

| 1901 | 1906 | 1911 | 1921 | 1926 | 1931 | 1936 | 1946 | 1954 |
| ---- | ---- | ---- | ---- | ---- | ---- | ---- | ---- | ---- |
| 474  | 466  | 411  | 358  | 385  | 344  | 346  | 332  | 331  |

| 1962 | 1968 | 1975 | 1982 | 1990 | 1999 | 2004 | 2006 | 2009 |
| ---- | ---- | ---- | ---- | ---- | ---- | ---- | ---- | ---- |
| 311  | 287  | 247  | 249  | 258  | 221  | 231  | 234  | 218  |

| 2014 | 2019 | 2022 | - | - | - | - | - | - |
| ---- | ---- | ---- | - | - | - | - | - | - |
| 204  | 194  | 184  | - | - | - | - | - | - |

## Lieux et monuments
- Le monument aux morts.

### Galerie

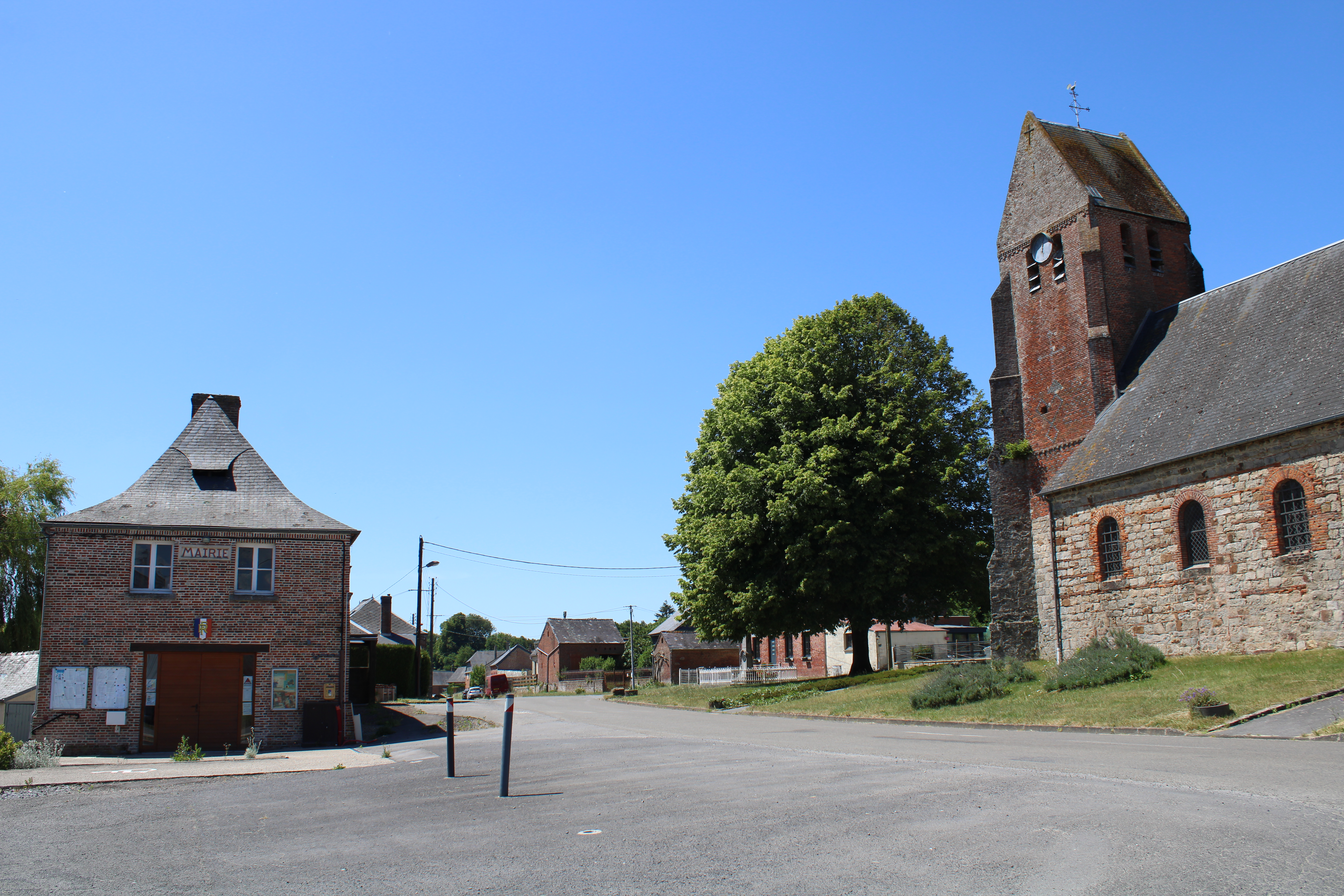
La place du village.
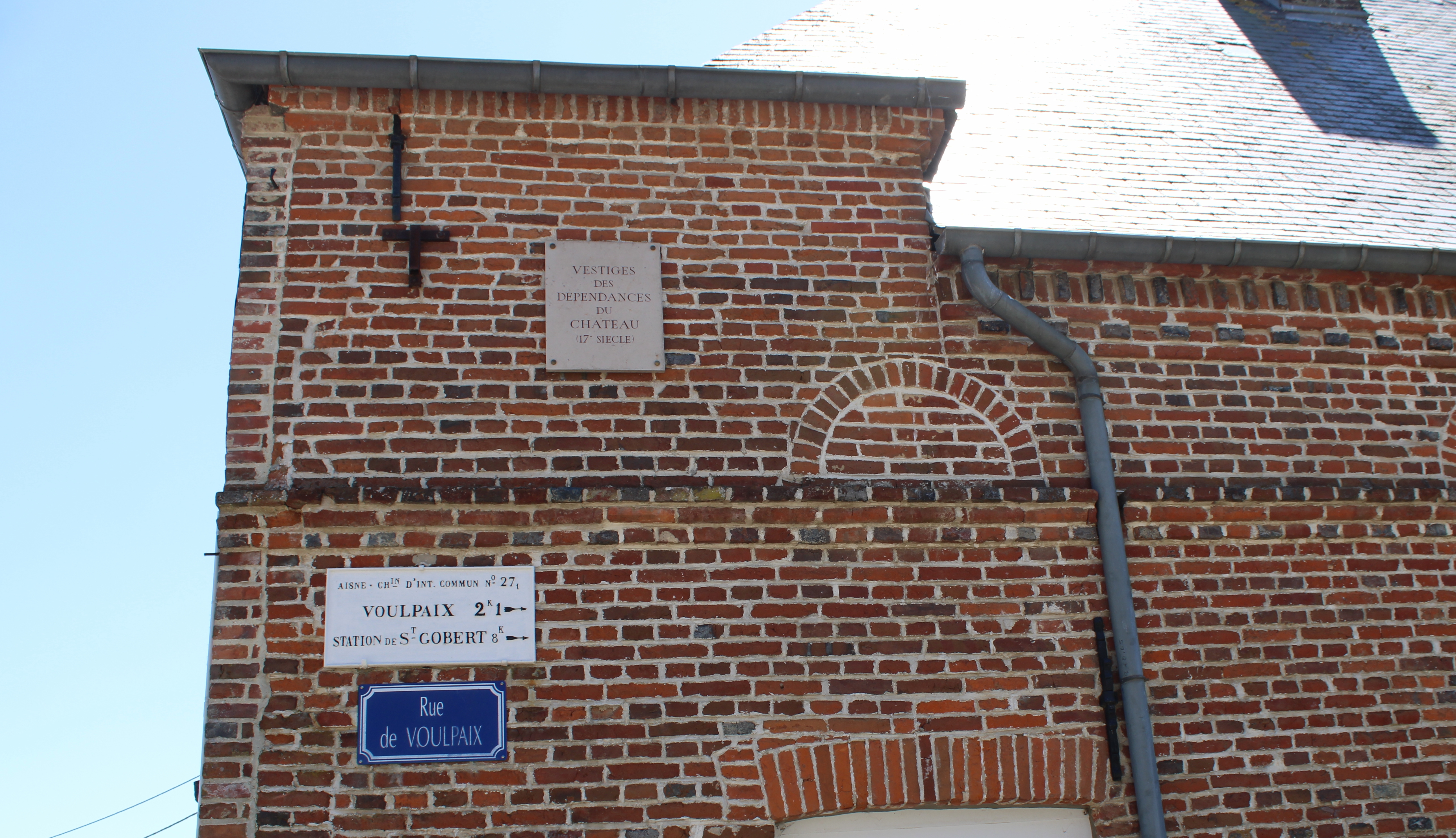
Plaque apposée sur la mairie mentionnant les vestiges de l'ancien château.
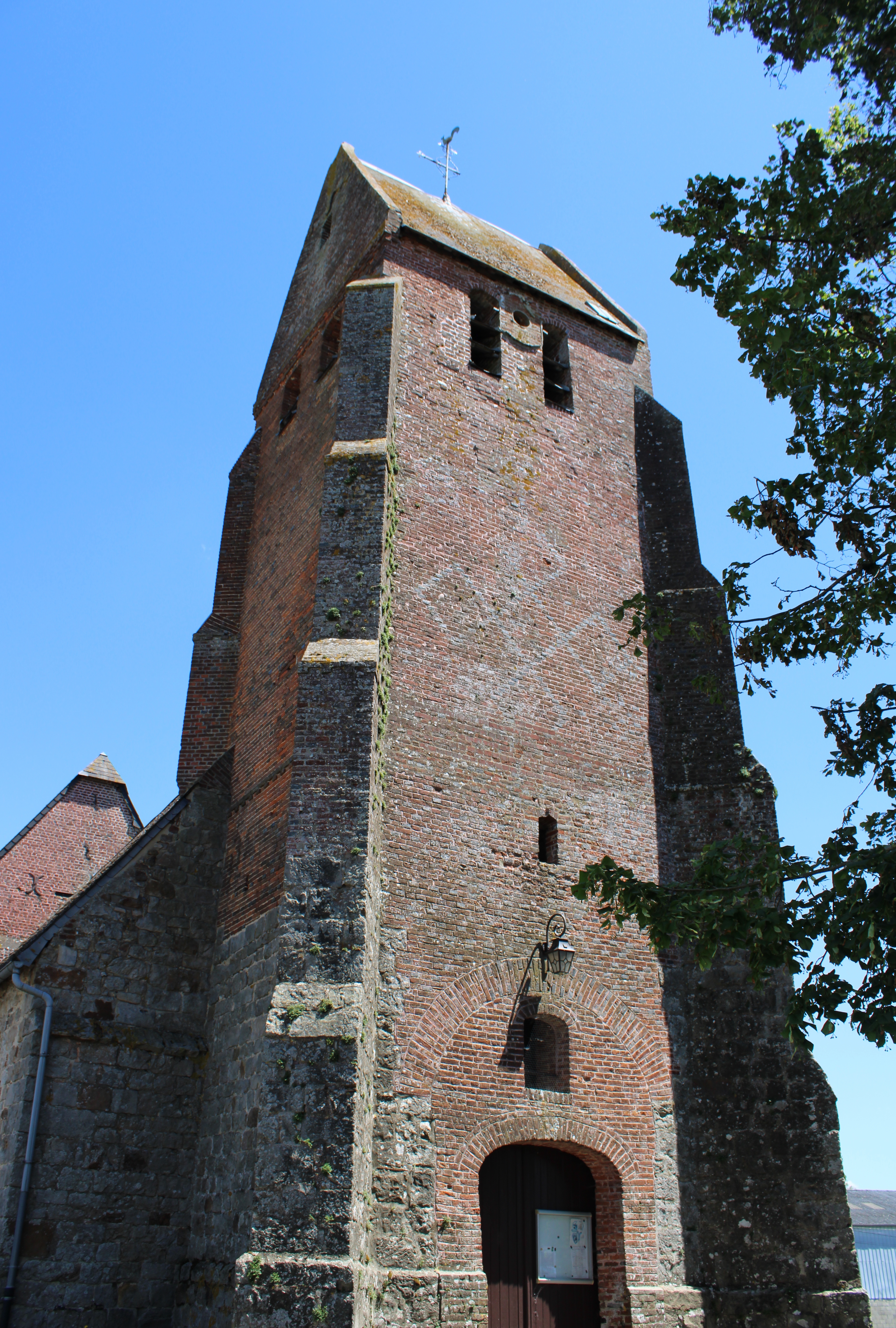
Le donjon de l'église.

## Personnalités liées à la commune
- Léon Lannoy (1889-1914), coureur cycliste, mort pour la France.